# 大久保忠勝
大久保 忠勝（おおくぼ ただかつ、大永4年（1524年） - 慶長6年9月2日（1601年9月27日））は、戦国時代から安土桃山時代にかけての武将。三河の松平氏（徳川氏）の家臣。大久保忠俊の子。通称は七郎左衛門、新八郎、五郎右衛門。妻は渡辺義綱の娘。子に康忠、忠景、忠以、忠良らがいる。

## 生涯
天文11年（1542年）の三河国安城城攻めの際、清縄において衆に先立って戦功をあげる。天文17年（1548年）に三河国山中城を攻めた際には、敵から矢を受けながらも深手を負わず、敵を敗走させた。弘治元年（1555年）の蟹江城攻めではその働きから蟹江七本槍の一人として数えられる（ただし、忠勝ではなく父の忠俊をその一人とする説もある）。
弘治2年（1556年）、松平元信（徳川家康）が元服後、三河衆の今川家への忠勤に対し岡崎への帰城を許した。お迎えとして、岡崎から一族衆として形原の松平又七郎家広・深溝の松平又八郎好景が、譜代衆として大久保七郎左衛門忠勝・榊原七郎左衛門長政、旗本は蜂屋半之亟・中川理兵衛・渡辺源蔵・黒田半平・植邨郷左衛門・久米新四郎・太田弥大夫・柴田七九郎・青山喜太夫・安藤九助・筒井與右衛門・筧圖書・遠山平太夫・香邨半七・小栗又六・小栗大六・小栗仁右衛門・成瀬藤蔵・加藤九郎・加藤源四郎・伊奈市左衛門など25人、雑兵約280人が駿府まで向かったとされる。
同年、三河国福谷城を織田信長が攻めた際、今川方として柴田勝家と直接戦った。永禄7年（1564年）の三河一向一揆の際に眼を射られ、以降は家康の御伽衆を務め、鷹狩の鳥を賜った。慶長6年（1601年）、78歳で死去。法名は徳源。墓所は小田原の大久寺。